# Sultan Muhammad Mirza
Sultan Muhammad Mirza fou un príncep timúrida d'origen discutit. Baber as la Baber-nama el fa fill de Mihran Shah, però no figura en les llistes de fills d'aquest príncep. La coincidència del seu nom amb el d'un fill de Giyath al-Din Baysonghor (Sultan Muhammad ibn Baysonghor) ha fet que molts autors de prestigi pensin que fou aquest i no un hipotètic fill de Mihran Shah.

## Biografia
La família de Mihran Shah va perdre el poder al Takhi-i-Hulagu el 1408. Que va passar en els següents quaranta anys no se sap, ja que les fonts no en diuen res. Mihran Shah va morir amb 42 anys i podia tenir fills joves; es va separar de la seva dona Khanzada el 1399 però podia tenir més dones i concubines com era costum. Sultan Muhammad Mirza apareix per primer cop el 1446, i en aquest temps podria haver tingut uns 50 anys. El seu fill Abu Saïd hauria nascut el 1424 segons les fonts. Sultan Muhammad Mirza potser hauria estat vivint a les muntanyes amb les tribus de turcmans o a les muntanyes del Mazanderan a la seva joventut, però sembla que el 1446 disposava d'un feu regular que li hauria concedit Xah-Rukh, probablement al Djibal i a Qom i Yedz. Quan el 1447 Shadjahan de l'Azerbaidjan es va apoderar de Sultaniyya i Qazvín, que governava un Sultan Muhammad (ibn Baysonghor o ibn Mihran Shah), aquest per tenir les mans lliures per disputar la successió de l'imperi, es va casar amb una filla de Djahanshah de nom Tutuq, i va cedir els districtes de Sultaniyya i Qazvín al seu sogre com a dot (shirbahä)
Sultan Muhammad Mirza volia incorporar el Fars al seu feu i aprofitant la mala salut de Xah-Rukh va decidir actuar i va ocupar Hamadan i Esfahan. El darugha d'Esfahan fou empresonat i les taxes recollides a la província foren repartides entre les tropes a les que va prometre el doble si conquerien Shiraz; es va presentar davant de la ciutat de Shiraz, que va assetjar (novembre-desembre de 1446) expulsant a Abd Allah ibn Ibrahim que es va refugiar amb Xah-Rukh. Aquest va reunir l'exèrcit per anar a combatre el rebel. Xah-Rukh va marxar a final del 1446 i no va trobar resistència i Sultan Muhammad Mirza es va retirar a les muntanyes del Luristan; els caps que havien donat suport a la revolta foren castigats severament i Abd Allah fou restaurat a Shiraz. A Saveh, per instigació de la reina Gawhar Shad, foren executats alguns sayyids, un fet excepcional al que no s'haurien atrevit mai ni Ulugh Beg ni el mateix Tamerlà i encara apareix més estrany en el pietós Xah-Rukh (desembre del 1446). Poc després aquest es va posar malalt (es va dir com a càstig diví per haver matat els sayyids) i va morir a Rayy el 12 de març de 1447. Llavors l'exèrcit es va retirar cap al Khurasan sota les ordes de Abd al-Latif Mirza, fill d'Ulug Beg de Samarcanda aspirant a la successió, i Sultan Muhammad Mirza va tornar a l'ofensiva, va sortir de Khurramabad on estava i va derrotar les forces d'Abd Allah ibn Ibrahim (1447) i aquest, amb 14 anys, va haver de fugir a Estakr, i finalment se li va concedir escollir el lloc d'exili, i va triar Herat on esperava obtenir el govern de Khurasan, però no va tenir cap opció. El 1449 quan Ala al-Dawla Abd Allah ibn Baysonghor, l'altre pretendent a la successió que havia estat derrotat i empresonat el 1448, va aconseguir fugir cap al Sistan i d'allí va passar a l'Iraq que junt amb el Khuzestan, Luristan, Fars i el Djibal estaven governats per Sultan Muhammad (les fonts divergeixen: per uns era el seu germà, i per altres era el fill de Mihran Shah).
Sigui perquè el seu fill Abu Saïd lluitava a Transoxiana i el volia anar a ajudar, o sigui perquè va enviar a aquest fill per endavant, el cert és que Sultan Muhammad Mirza va donar suport a Ala al-Dawla i va marxar amb un exèrcit cap al Khurasan (1450). Babur Mirza que llavors tenia el control d'Herat, fou derrotat a Jam (no molt lluny de Mashad) i va haver de fugir amb només vuit homes refugiant-se a la fortalesa d'Imad. Sultan Muhammad Mirza i Ala al-Dawla van entrar a Herat i van alliberar a Ibrahim ibn Ala al-Dawla. Sultan Mahmud, fill de Babur Mirza, fou ben tractat i enviat amb la seva mare. Ala al-Dawla fou deposat com a príncep a Herat.
Però Babur es va recuperar i reorganitzar a Imad, amb l'amir Hinduka al capdavant, i en un combat a Chinaran va fer presoner a Sultan Muhammad i el va executar (1450 o començament del 1451) recuperant Herat, d'on van fugir Ala al-Dawla i el seu fill Ibrahim. El seu fill Abu Saïd, aleshores empresonat a Samarcanda, va recollir la successió, i encara que fou alliberat poc després i va aconseguir importants suports, els dominis occidentals es van perdre a mans dels kara koyunlu, vassalls timúrides que es van revoltar.

## Família

### Esposes amb els seus fills
- Agha Begi Agha, filla de Yusuf Terkhan
  - Ulugh Agha Begum;
- Tundi Begi Agha
  - Yadgar Muhammad Mirza;